# Colletes isthmicus
Colletes isthmicus är en biart som beskrevs av Myron Harmon Swenk 1930. Den ingår i släktet sidenbin och familjen korttungebin. Inga underarter finns listade i Catalogue of Life.

## Beskrivning
Ett bi med svart grundfärg. Honan har mycket tunn, gråvit behåring i ansiktet, lång men tunn, svart behåring på främre delen av mellankroppen (dock tätare vid vingfästena) och längre bak gråaktig. På bakkroppen har tergiterna 1 till 5 (de första 5 segmenten på ovansidan) en tunn, gul behåring på bakkanterna. Tergit 1 är vithårig; i övrigt är tergiterna svarthåriga, på tergit 2 till 3 tunt, på de övriga med längre hår. Honan blir omkring 8 mm lång.
Hanens ansiktsbehåring är som honans, fast längre. Mellankroppens päls är övervägande vitgul. Tergiternas bakkanter är vitaktiga i stället för gulaktiga som hos honan, annars är bakkroppen färgad som hos henne. Kroppen är kortare och slankare än honans, med en längd mellan 6 och 7 mm.

## Ekologi
Som alla sidenbin gräver arten underjordiska larvbon, som den fodrar med ett polyesterliknande körtelsekret.

## Utbredning
Arten har endast påträffats i Panama.